# Komet Kopff
Komet Kopff (uradna oznaka je 22P/Kopff) je periodični komet z obhodno dobo 6,5 let. Pripada Jupitrovi družini kometov.

## Odkritje
Komet je odkril 23. avgusta 1906 nemški astronom August Kopff  (1882 – 1960) iz Heidelberga v Nemčiji.

## Značilnosti
Kometa niso opazovali v letih 1912 in 1913, toda so ga ponovno opazovali leta 1919. Od takrat so ga redno opazovali.
V letu 1954 je letel komet zelo blizu Jupitra. Zaradi tega se mu je povečala razdalja v periheliju in povečala se mu je obhodna doba.